# White-Nose-Syndrom

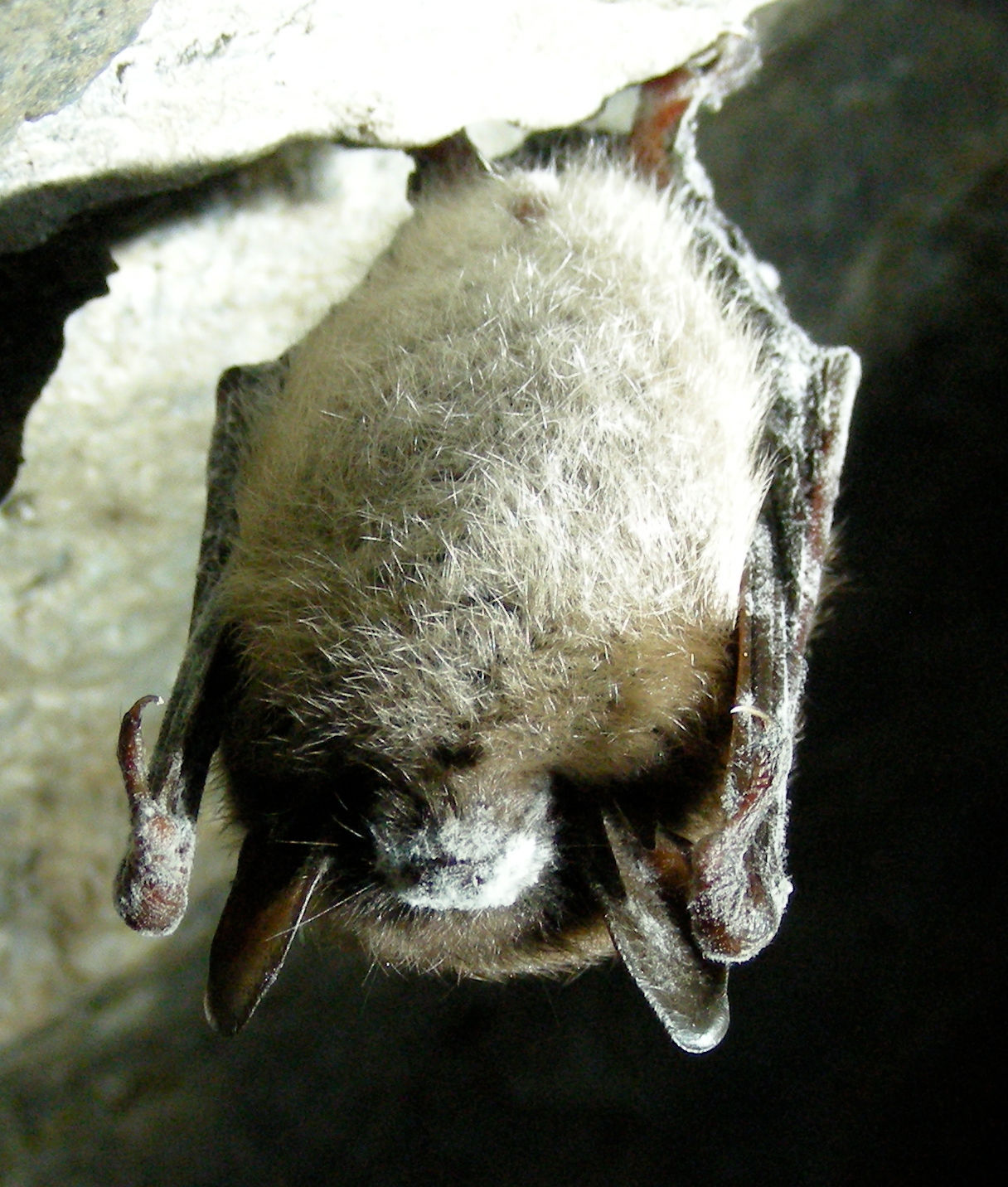
Vom White-Nose-Syndrom befallene Fledermaus (Myotis lucifugus)

Das White-Nose-Syndrom (WNS; deutsch auch als „Weißnasen-Syndrom“ oder „Weißnasenkrankheit“ bezeichnet) ist eine eng mit dem Pilz Pseudogymnoascus destructans (früher Geomyces destructans genannt) in Zusammenhang stehende Mykose, die mehrere Arten von Fledermäusen befällt und zu Massensterben führt. Sie wurde 2006 erstmals in den nordöstlichen USA festgestellt und breitet sich dort seitdem aus. Bis Ende 2011 fielen ihr bereits über 5,7 Millionen Tiere zum Opfer. Bis Anfang 2018 wurde die Mykose in 33 US-Staaten sowie 7 kanadischen Provinzen nachgewiesen.

## Entdeckung
Erste Beobachtungen des White-Nose-Syndroms stammen vom Februar 2006. Befallene Tiere wurden in als Überwinterungsquartier genutzten Höhlen westlich von Albany (New York) gefunden. In den folgenden Wintern vergrößerte sich das betroffene Areal; derzeit (März 2010) reicht es von New Hampshire bis Tennessee, hauptsächlich westlich des Hauptkammes der Allegheny Mountains. Im März 2010 wurde außerdem ein erster Bericht aus Kanada über eine betroffene Fledermauskolonie im Raum Bancroft (Ontario) bekannt.

## Merkmale

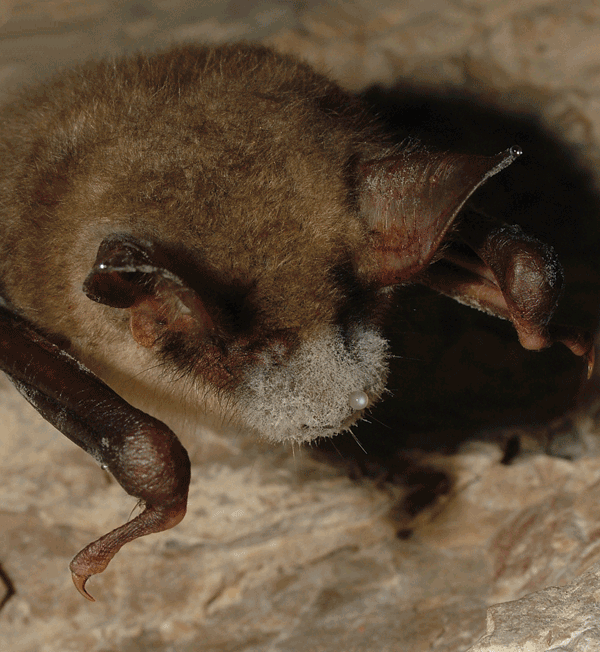
Großes Mausohr (Myotis myotis) mit Infektion durch den Pilz Pseudogymnoascus destructans

Die Krankheit befällt mehrere in Höhlen überwinternde Fledermausarten (Vertreter der Gattungen Myotis und Pipistrellus). Tote oder sterbende Tiere zeigen vielfach weißen Pilzbewuchs vor allem in der Nasenregion, zuweilen auch an anderen Körperteilen wie den Ohren oder den Flughäuten. Da die erkrankten Tiere untergewichtig sind, fehlen ihnen die für den Winterschlaf und das Überleben danach erforderlichen Fettreserven.

## Ursachen

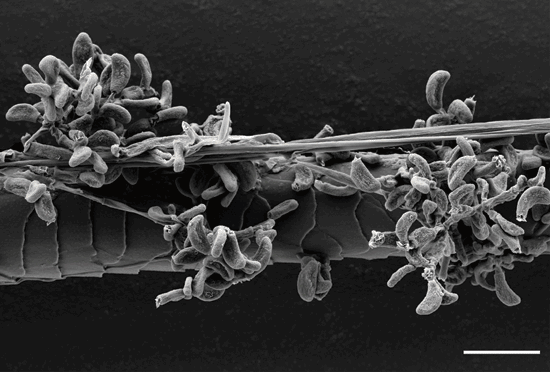
Pseudogymnoascus destructans

In engem Zusammenhang mit der Krankheit steht die zu einer Gattung bodenbewohnender Pilze gehörende, 2008 neu beschriebene Art Pseudogymnoascus destructans. Der Pilz gehört zur Familie der Pseudeurotiaceae der Klasse der Dothideomycetes. Diese Art ist durch Anpassung an kühle Verhältnisse (Psychrophilie) gekennzeichnet. Da in den betroffenen Höhlen aufgefundene tote Tiere jedoch nicht immer sichtbare Zeichen von Pilzbefall tragen, war lange unklar, ob der Pilz möglicherweise nicht Primärursache, sondern Symptom einer anderen, ungeklärten Ursache des Massensterbens ist. 2011 gelang es Wissenschaftlern jedoch erstmals, den Pilz direkt als Verursacher des White-Nose-Syndroms festzustellen.
In den Höhlen, in denen die Krankheit zuerst festgestellt wurde, hat die Fledermauspopulation seitdem über 90 % abgenommen. Besonders gefährdet durch die Ausbreitung des White-Nose-Syndroms erscheint derzeit die Art Myotis sodalis, deren wenige Hauptüberwinterungsquartiere bereits befallen sind. Es wird allerdings befürchtet, dass selbst häufige Arten, wie das Kleine Braune Mausohr (Myotis lucifugus), regional komplett verschwinden werden.
Durch die Infektion in Nordamerika sensibilisiert, wurden seit 2009 auch in etlichen europäischen Ländern (Deutschland, Österreich, Ungarn, Frankreich) eindeutig mit Pseudogymnoascus destructans infizierte Fledermäuse gefunden. Diese lebten jedoch und wiesen kein Untergewicht auf. Aus dem weiten Verbreitungsgebiet des Pilzes in Europa wird gefolgert, dass der Pilz hier schon länger verbreitet ist und für die europäischen Fledermäuse offenbar keine Gefahr darstellt.
Von den bisher diskutierten drei Szenarien:
- Pseudogymnoascus destructans wurde inzwischen von Amerika nach Europa eingeschleppt.
- Pseudogymnoascus destructans ist in Europa heimisch, führt dort aber zu keinen Massensterben, da dortige Fledermausarten – anders als in Nordamerika, wohin der Pilz aus Europa verschleppt wurde, – immun sind.
- Pseudogymnoascus destructans ist ein opportunistischer Erreger und befällt bereits durch andere Ursachen geschwächte Tiere (vgl. auch weiter oben).

wurde mit den aktuellen Erkenntnissen das erste und dritte Szenario widerlegt und das zweite bestätigt.
Der United States Fish and Wildlife Service (USFWS) fordert alle Höhlenforscher auf, auf das Begehen von Höhlen in den betroffenen und angrenzenden US-Bundesstaaten zu verzichten, um die Krankheitsübertragung nicht zu fördern und die Fledermäuse nicht zusätzlich zu stören. Auf einem internationalen Symposium in Little Rock/Arkansas kündigte der USFWS am 19. Mai 2011 einen Aktionsplan an, der die weitere Ausbreitung des White-Nose-Syndroms stoppen soll.